# راسيل سكوت فالنتينو
راسيل سكوت فالنتينو (بالإنجليزية: Russell Scott Valentino)‏ هو مترجم أمريكي، ولد في 1962.